# Физули (город)
Физули (азерб. Füzuli) — город в Азербайджане, являющийся административным центром Физулинского района Азербайджана.
Назван в честь азербайджанского поэта Мухаммеда Физули (1959). Изначально — село Карабулаг, с 1827 года — русский форпост Карягино.
С 1993 по 2020 год город находился на территории, которую контролировала непризнанная Нагорно-Карабахская Республика (НКР). За это время Физули превратился в город-призрак.
17 октября 2020 года в ходе Второй карабахской войны город вернулся под контроль Азербайджана.
В июле 2023 года Президент Ильхам Алиев учредил 17 октября как день города Физули и постановил ежегодно торжественно отмечать его.

## Топонимика
2 апреля 1959 года переименован в честь классика азербайджанской поэзии Мухаммеда Физули.

## География
Расположен на реке Куручай (приток Аракса), в 32 км к северо-западу от железнодорожной станции Горадиз.

## Природа
В центральном парке, заложенном в январе 2024 года на территории 22,47 гектар, произрастают каркас, ясень, кизиловое дерево, фундук, софора, клён, орех грецкий, инжир, гранат, а также занесённый в Красную книгу Азербайджана восточный платан.

## История
В 1833 году русскими поселенцами было основано село Карабулаг, которое состояло из 40 дворов. В 1905 году селение было переименовано в Карягино в честь полковника Павла Карягина и стало административным центром Карягинского уезда (до этого именовался Джебраильским уездом с центром в Джебраиле). В 1926 году указан как город Карягино — центр Джебраильского уезда. 2 апреля 1959 года в честь 400-летия со дня смерти поэта Физули переименован в Физули.
11 августа 1872 году в молоканской деревне Карабулаг Шушинского уезда возник большой пожар, из 24 домов выгорело 22. Жители остались без крова. К ним на помощь пришли жители соседних селений и оказали погорельцам, хотя и не единоверцам своим, весьма радушную помощь ссудой из зернового хлеба и съестных припасов.
В период СССР город являлся административным центром Физулинского района Азербайджанской ССР. В 1991 году в Физули проживало 17,5 тысяч жителей.

### Карабахский конфликт
В результате первой Первой карабахской войны данная территория входила в так называемый пояс безопасности Нагорного Карабаха, находящийся за пределами заявленной в 1991 году территории Нагорно-Карабахской Республики, перешедший под контроль армянских сил в 1993 году и впоследствии включённый в состав Нагорно-Карабахской Республики. Согласно административно-территориальному делению непризнанной Нагорно-Карабахской Республики располагался в Гадрутском районе НКР, согласно административно-территориальному делению Азербайджана город продолжал оставаться административным центром Физулинского района Азербайджана, часть которого согласно резолюциям СБ ООН от 1993 года считалась оккупированной армянскими силами. Физули, в котором до войны жило 17 тысяч человек, стал «городом-призраком»; городская мечеть была осквернена, а кладбище — разрушено. В период армянского контроля город в армянских источниках именовался «Варанда».

Руины в Физули
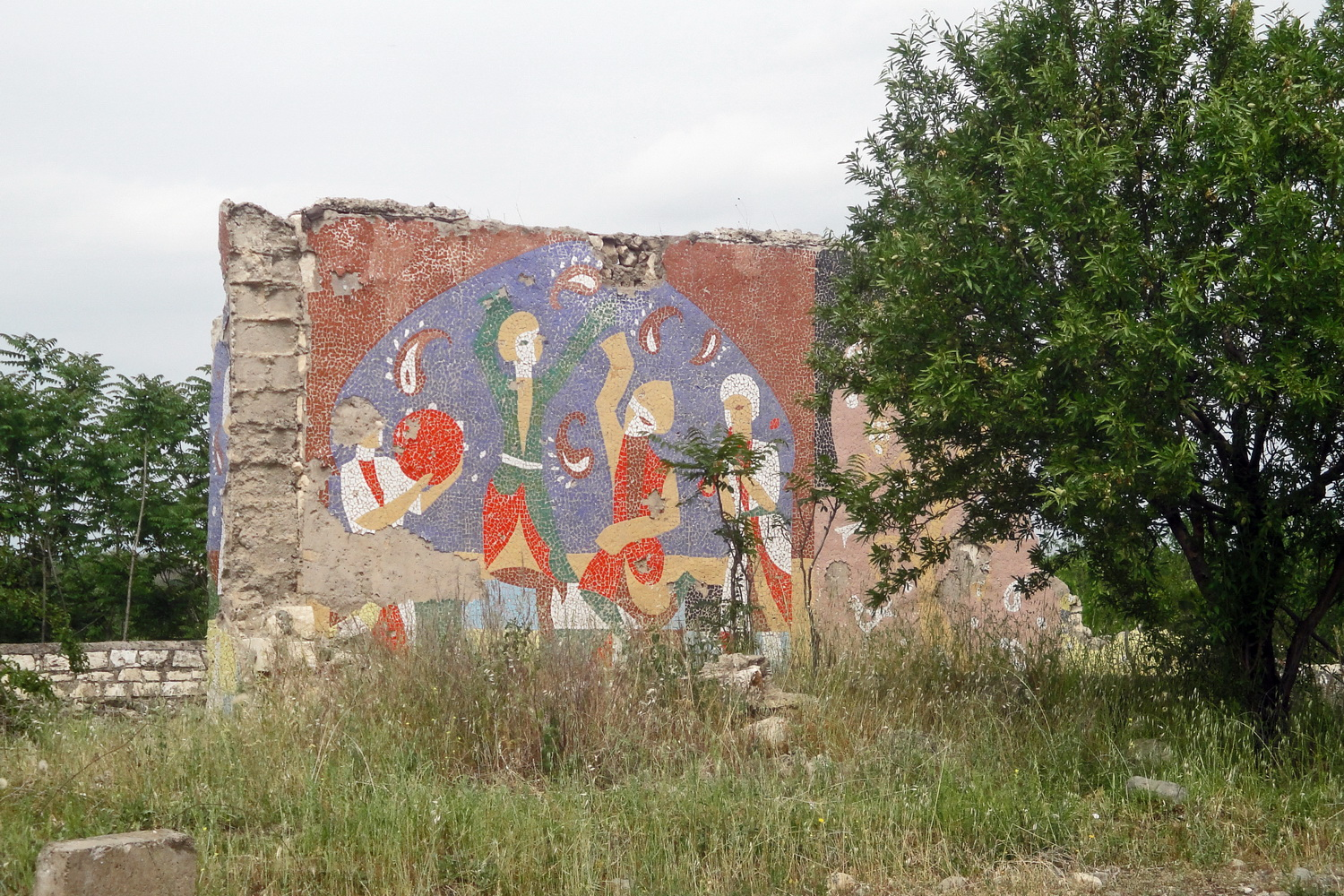
Руины автобусной остановки советских времён в Физули в мае 2014 года
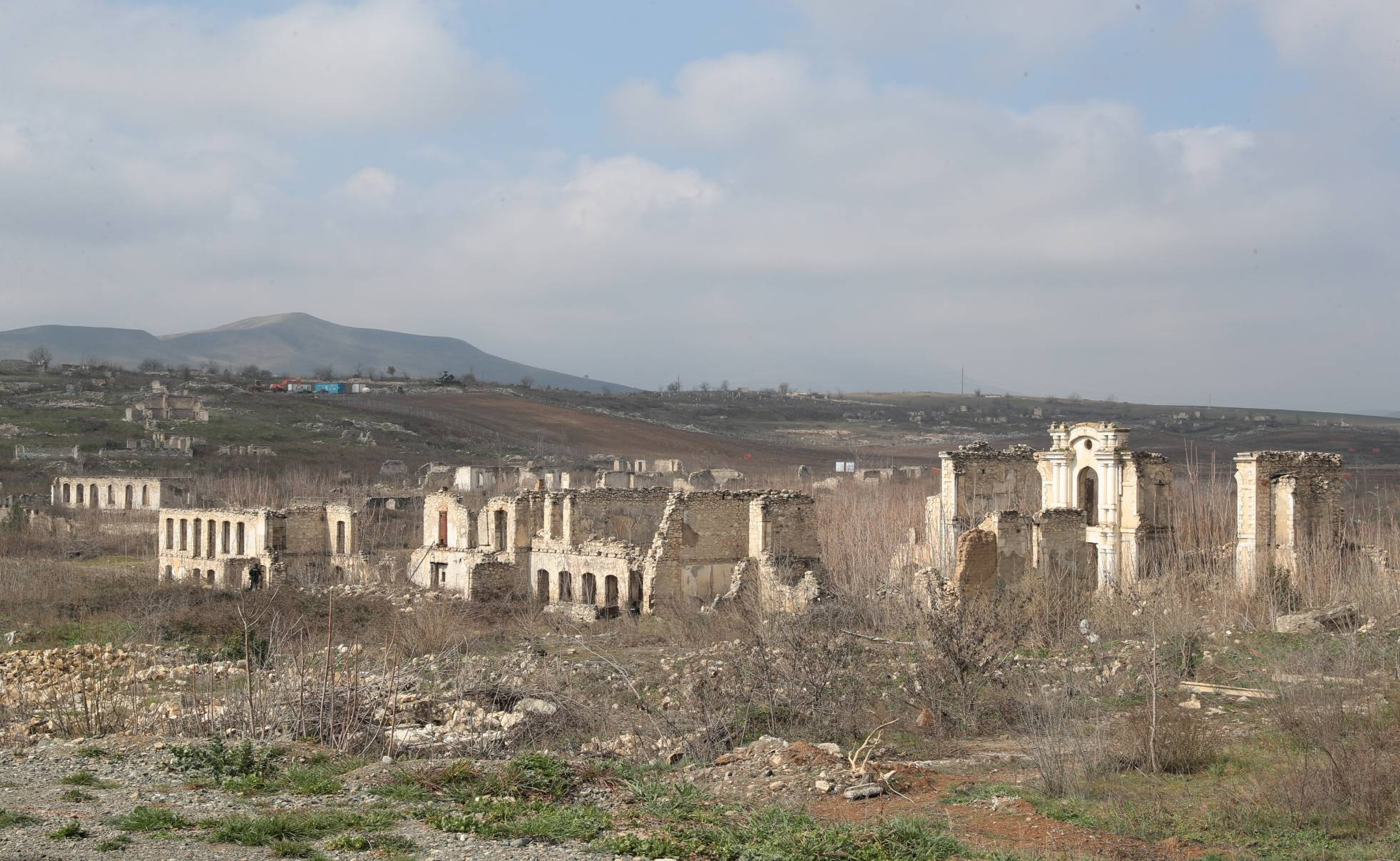
Руины домов в Физули в марте 2024 года
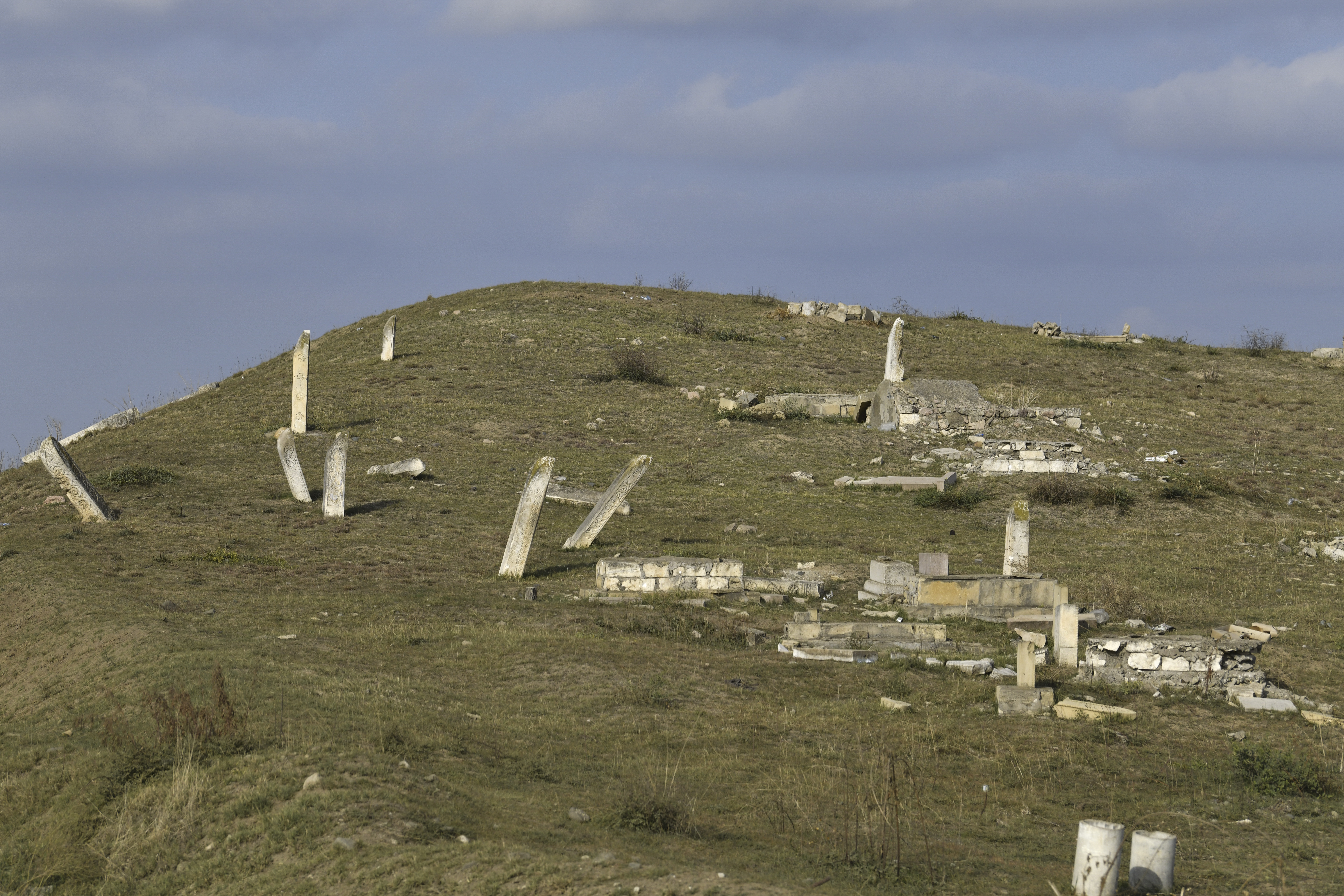
Разрушенное кладбище Физули в ноябре 2020 года

### Возвращение под контроль Азербайджана
27 сентября 2020 года началась Вторая Карабахская война. Уже 29 сентября Министерство обороны Азербайджана сообщило, что начиная с утренних часов этого дня продолжается наступление азербайджанской армии за освобождение города Физули.

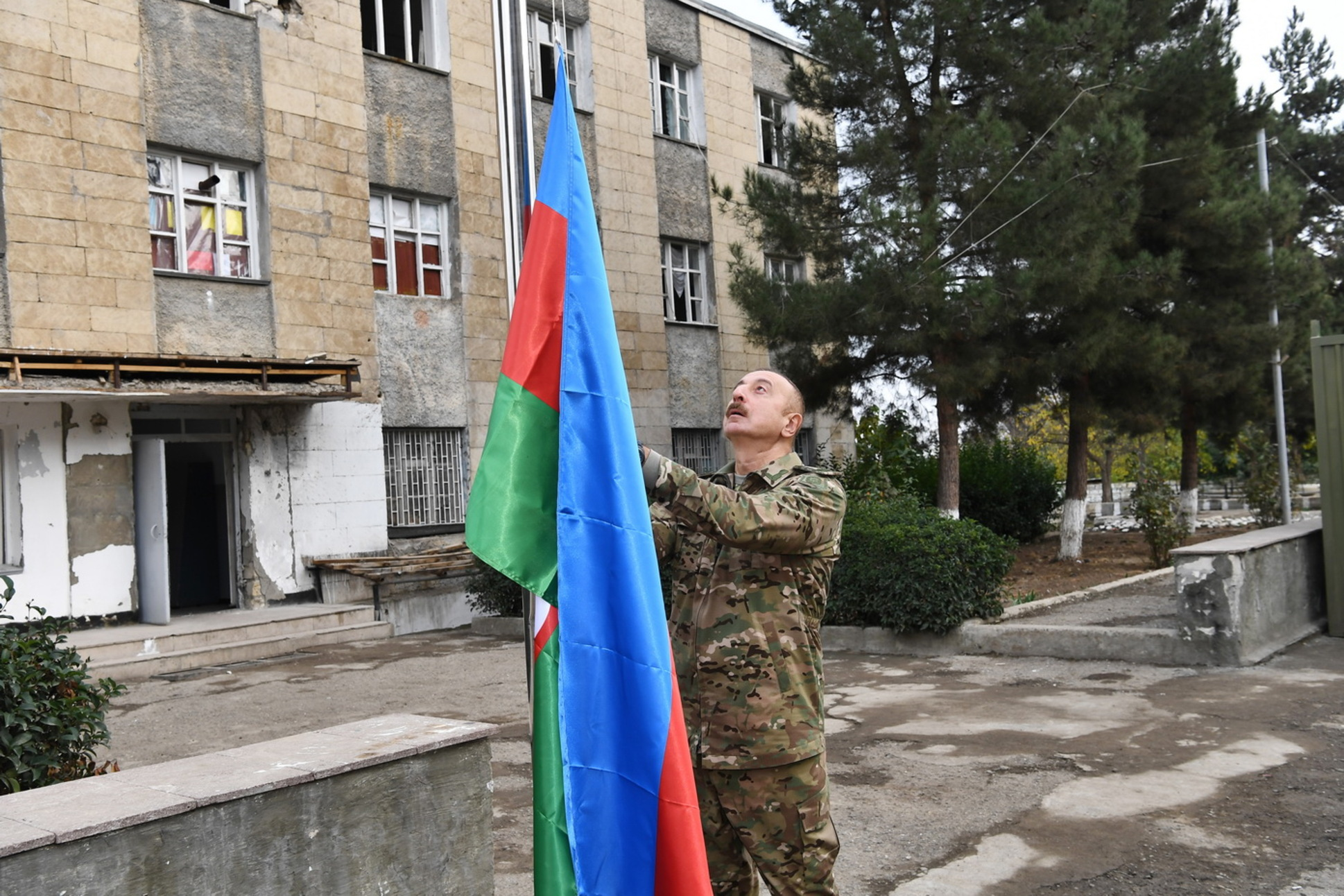
Президент Азербайджана Ильхам Алиев водружает флаг Азербайджана над городом Физули. 16 ноября 2020 года

17 октября 2020 года, по сообщению президента Азербайджана Ильхама Алиева, а также азербайджанских и турецких СМИ, ВС Азербайджана взяли город Физули под свой контроль. На следующий день на сайте Минобороны Азербайджана была размещена видеосъёмка города Физули и церемонии поднятия флага Азербайджана у здания местной администрации. В кадре виден въезд в Физули с юго-востока, руины города, военный городок. Сверка со спутниковыми картами показала, что это здание, над которым был поднят флаг, находится рядом с военным городком, к юго-востоку от него. В другом видеорепортаже Министерство сообщило, что при освобождении города азербайджанская армия захватила армянскую воинскую часть с большим количеством оставленной боевой техники и боеприпасов.
16 ноября 2020 года город посетил президент Азербайджана Ильхам Алиев и водрузил флаг Азербайджана на территории бывшего военного городка армянских сил в Физули.

## Население

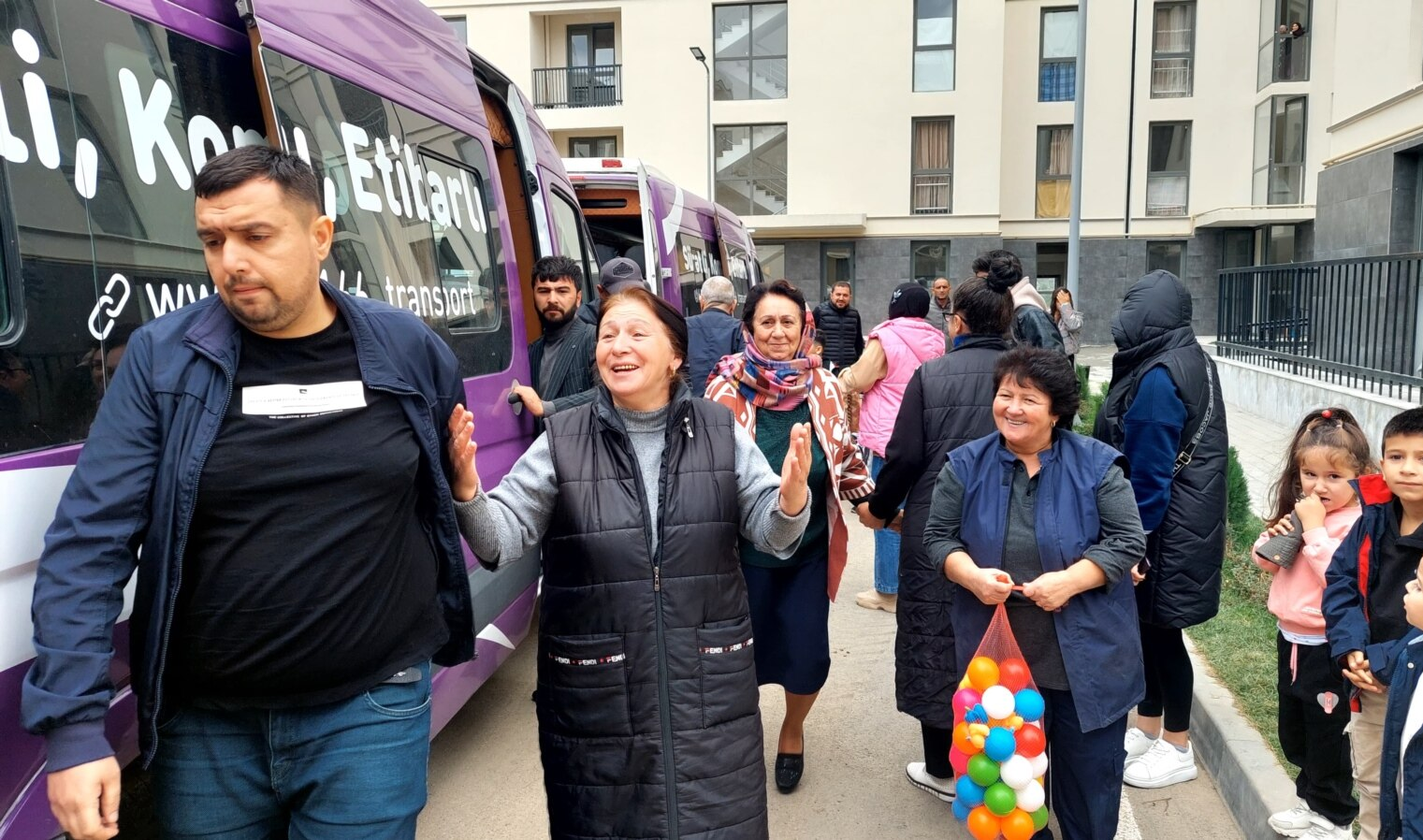
Возвращение азербайджанских беженцев в Физулинский район

По данным «Кавказского календаря» на 1910 год, к 1907 году в селе Карягино Карягинского уезда Елизаветпольской губернии жило 365 человек, в основном русских, к началу 1911 года — 550 человек, к 1914 году — 400 человек, так же преимущественно русские.
Согласно результатам Азербайджанской сельскохозяйственной переписи 1921 года, селение Карягино (Карабулаг) одноимённого сельского общества Карягинского уезда Азербайджанской ССР населяли 1318 человек (296 хозяйств), преобладающая национальность — тюрки-азербайджанцы.
Согласно Всесоюзной переписи 1989 года население города составляло 17 090 человек.
На март 2024 года население города составило 2517 человека. 29 апреля 2024 года 39 семей вынужденных переселенцев вернулась в Физули, таким образом общее количество вернувшихся в город вынужденных переселенцев достигло 3132 человека (822 семьи).

### Национальный состав
| Год переписи       | 1939           | 1959            | 1970            | 1979             |
| ------------------ | -------------- | --------------- | --------------- | ---------------- |
| азербайджанцы      | 4 799 (80,6 %) | ↗8 961 (87,3 %) | ↗9 678 (86,0 %) | ↗11 390 (87,0 %) |
| русские и украинцы | 314 (5,3 %)    | ↘253 (2,5 %)    | ↗640 (5,7 %)    | ↗975 (7,4 %)     |
| армяне             | 795 (13,4 %)   | ↗982 (9,6 %)    | ↘860 (7,6 %)    | ↘678 (5,2 %)     |
| другие             | 45 (0,7 %)     | 70 (0,7 %)      | 75 (0,6 %)      | 48 (0,3 %)       |
| всего              | 5 953          | 10 266          | 11 253          | 13 091           |

## Экономика
До войны функционировали следующие заводы: маслосыродельный, винодельческий, железобетонных изделий, асфальтовый; ткацкая фабрика.

## Восстановление после войны

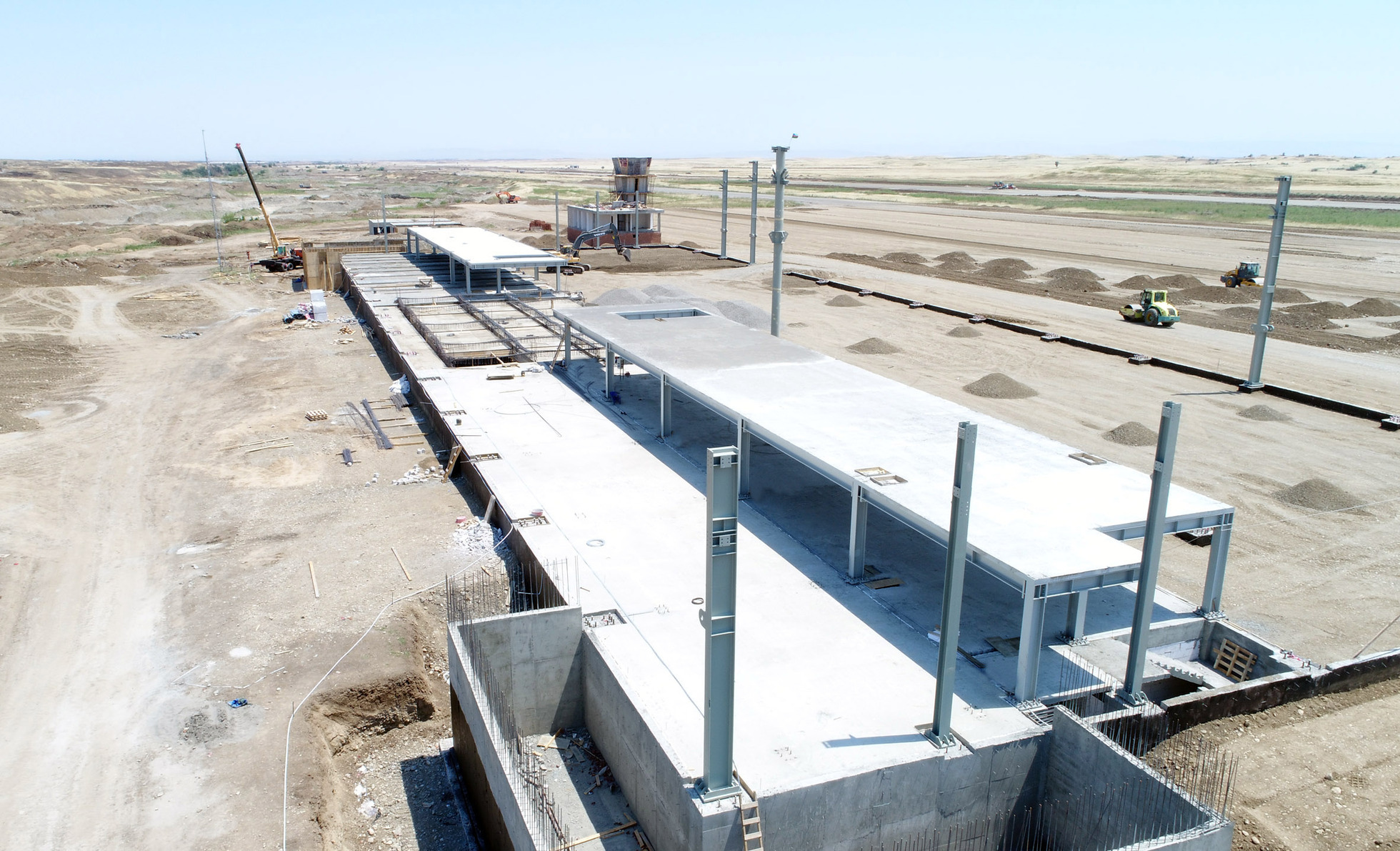
Строительство Международного аэропорта Физули в июне 2021 года

После войны в Физули началось строительство жилого квартала, а также новой школы, строительство которой осуществлялось на средства, выделенные правительством Узбекистана. Средней школе № 1 города Физули, открытой в августе 2023 года в присутствии президентов Азербайджана и Узбекистана, присвоено имя Мирзы Улугбека. 

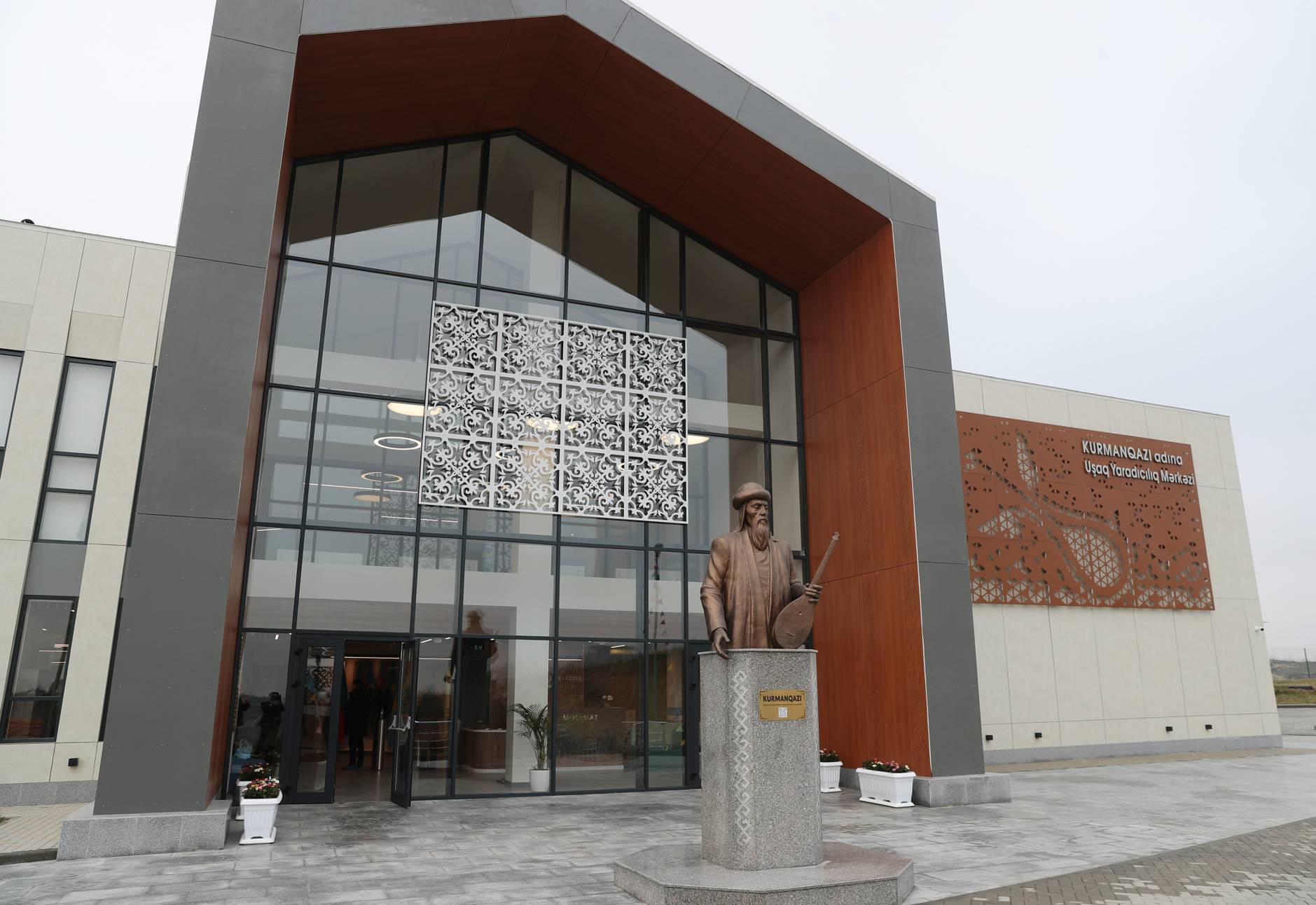
Центр детского творчества имени Курмангазы

В мае 2023 года в городе был заложен фундамент внутригородской улично-дорожной сети и системы водоснабжения питьевой водой, канализации и управления дождевыми водами города, а также состоялось открытие цифровой подстанции и центра управления «Физули».
В августе 2023 года первые 23 семьи переселились в Физули в рамках возвращения бывших вынужденных переселенцев. С этого времени продолжается процесс возвращения переселенцев, ранее временно размещавшихся в общежитиях, санаториях, бывших пионерских лагерях, недостроенных постройках и административных зданиях в различных регионах страны. 
На март 2024 года население города составило 2517 человека. В общей сложности, в город вернулось 666 семей.
В марте 2024 года сдан в эксплуатацию центр детского творчества имени Курмангазы, построенный за девять месяцев на средства правительства Казахстана. В церемонии открытия участвовали президенты Азербайджана и Казахстана.
На октябрь 2024 года в городе построено 38 многоэтажных зданий.
Протяжённость внутригородских дорог составит более 87 километров.

## Инфраструктура

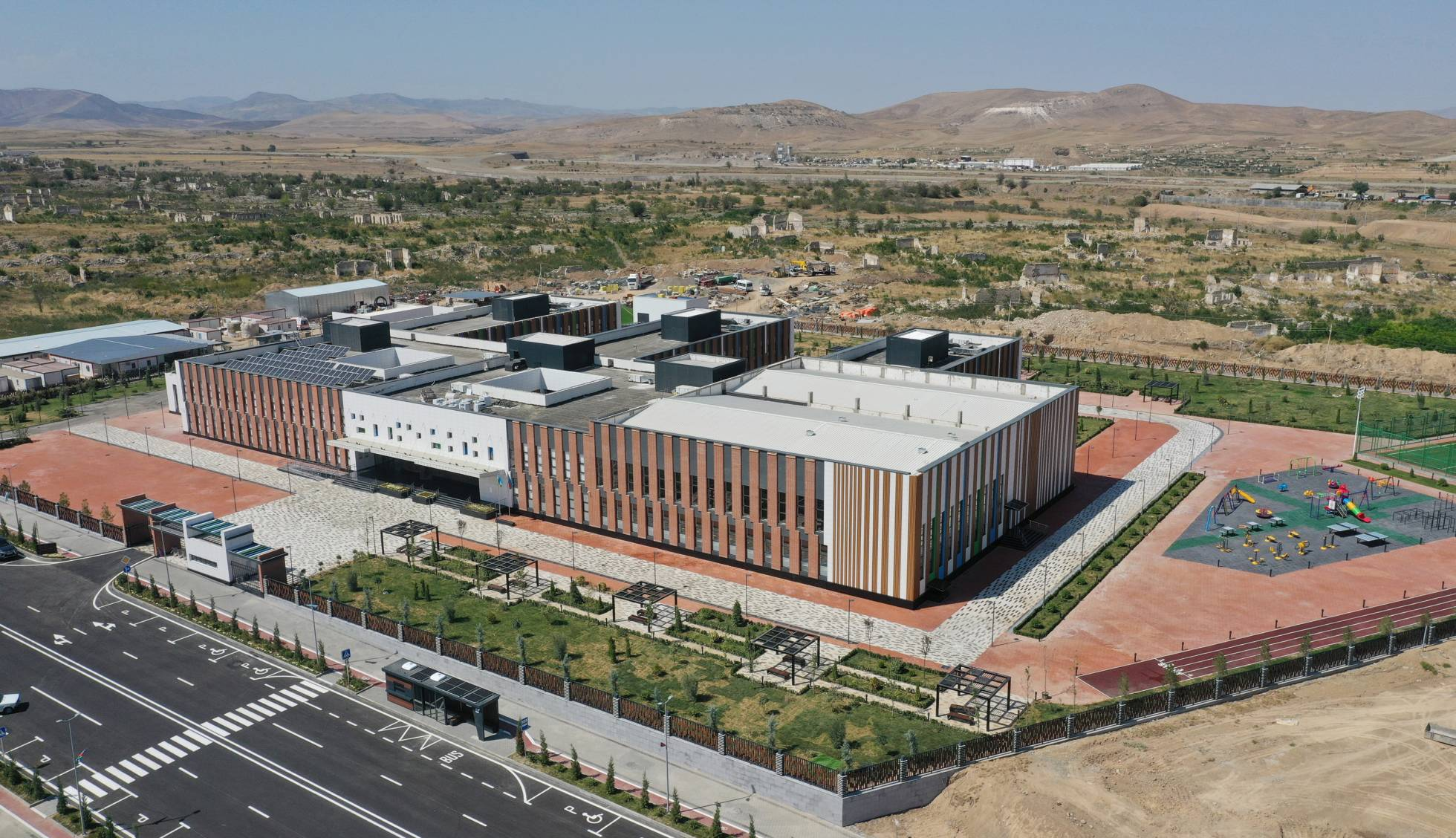
Школа № 1 имени Мирзо Улугбека

18 марта 2023 года утверждён генеральный план города. Согласно плану, к 2040 году административная территория города будет доведена до 1943 гектар. Численность населения должна достигнуть 50 000 чел. Планируется строительство средне- и малоэтажных жилых зданий, индивидуальных домов. Планируется строительство 9 общеобразовательных и средних школ, 13 дошкольных учебных заведений. Планируется создание парка Победы и Памяти, 6 внутриквартальных парков, городской площади, а также экопарка площадью 150 гектар.
22 августа 2023 года президенты Узбекистана Шавкат Мирзиёев и Азербайджана Ильхам Алиев открыли в Физули полную среднюю школу № 1 имени Мирзо Улугбека, рассчитанную на 960 учеников, строительство которой было профинансировано Узбекистаном.
Планируется строительство Центрального парка площадью 22,47 гектар.

### Транспорт
В январе 2021 года начато строительство Международного аэропорта Физули. 26 октября 2021 года аэропорт был открыт.
7 ноября 2021 года открыта Дорога победы.
3 июля 2025 года введена в строй автомобильная дорога Ахмедбейли — Физули — Шуша.

### Водоснабжение
Планируется строительство 103 км сети питьевого водоснабжения, сети отвода дождевых вод протяжённостью 100 км и 87 км канализационной сети, очистного сооружения мощностью 15 тыс. м3 в сутки.
На июнь 2025 года проложено 11,4 км магистральных водопроводов, 4,4 км межартезианских водопроводов, 1,8 км канализационных коллекторов. Построены 6 субартезианских скважин. На 97 % завершено строительство двух водохранилищ.

## Здравоохранение
На территории площадью 4,5 гектара планируется строительство Центральной районной больницы на 180 коек, при которой будет действовать консультативная поликлиника и детская поликлиника.
Также планируется строительство Центра гигиены и эпидемиологии, Станции скорой помощи, Центра судебно-медицинской экспертизы и паталогической анатомии.

## Культура
До войны в городе находились народный театр (в 1989 году преобразован в Физулинский государственный драматический театр), дом культуры, общественная библиотека. Также в городе был установлен памятник поэту Физули (в декабре 2020 года азербайджанские журналисты обнаружили на территории руин города обломки полностью разрушенного памятника, а территория парка, где некогда находился памятник, была полностью заросшей).

## Города-побратимы
- Гулистан, Узбекистан[65]